# チャイヤラーチャーティラート
チャイヤラーチャーティラート王（? - 1547年）は、タイのアユタヤ王朝の王の一人。ラーマーティボーディー2世の子。元はピサヌロークの国主であったが、当時6歳だったラッサダー親王（主権者）を廃して王位に就いた。潜水と火渡りによる裁判制度を生み出したとされる。また、この王の治世の間に300人のポルトガル人がタイに来朝し、王はこのうち120人を鉄砲傭兵隊として雇い入れた。1545年にはランパーン、ランプーン、チエンマイがビルマに寝返り、チャイヤラーチャーティラートはポルトガル人傭兵隊を用いてこれを討伐した。
だが、妃のシースダーチャンがクメール人の小姓ブンシーと密通し、ブンシーを親戚と偽った上でパン・ブットラシーテープとして王側近に引き上げさせ、さらにパン・ブットラシーテープにそそのかされたシースダーチャンによって1547年に毒殺された。